# 松本道別

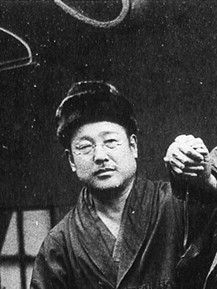
松本道別

松本 道別（まつもと ちわき、1872年（明治5年）－1942年5月31日） は明治から昭和にかけて活動した霊術家、療術家。

## 経歴
1872年、伊勢で国学の系統を引く家柄に生まれた。伯父は伊勢神宮の神官であった。三重県立中学に入学し自由民権思想にかぶれたこともあり、この間に仏教の修行を思い立って京都相国寺の禅堂に入ったこともあった。早稲田大学の前身である東京専門学校に進み、ここでは英語を専修したが、そのかたわら図書館に通って漢学や国学を独学する。
1897年ごろ、婦人雑誌の記者。1905年、日露講和条約に反対して猛烈な運動を起こした。また東京市電の焼き打ち事件を起こし、電車値上げに反対して上野・日比谷で騒擾事件を起こした。1906年には焼き打ち事件の主犯とされ、3年間の懲役刑に処せられ、巣鴨刑務所・小菅監獄で服役。
服役中の寒さの苦痛から脱するために健康法を案出する。出獄した後、その健康法を実行して効果を確かめた。その後、「岡田式静座法」、「太霊道」 などを研究。ある時、日本や中国の 「気」、インドの 「プラーナ」 にあたるものを 「人体放射能」 と考えることを創案し、呼吸法・霊動法・気合法などを治病に応用するようになった。
太霊道の田中守平とは焼き打ち事件のころに知り合い、警察の警戒を受けた。田中は1916年に組織を立ち上げで成功したが、松本はその誇大さに怒り、決裂した。主著の中でも 「片腹痛い」 などと田中を批判している。1919年、江間俊一の仲裁で和解し、「霊界倶楽部」 を組織し、田中守平・江間俊一とともに 「霊界の三傑」 と称された。この頃までは東京・小石川に居を構えていたが、1923年の関東大震災ですべてを消失した後は、東京・淀橋に住んだと推測されている。
一方、「神霊」 問題にも没頭し、御嶽山・那智滝などで修行した。「霊学道場」 を開設して、道場主を勤めた。主著の 『霊学講座』 を完成したのは1928年。弟子の一人に整体の野口晴哉がいる。主著の中には野口整体の 「活元運動」・「愉気」・「行気法」 または、それに相当するものがすでに詳しく論じられており、若い野口が大きな影響を受けたことが伺われる。
1942年、世田谷の道場で死去。

## 主な技法
- 呼吸法　深息法、数息法、胎息法、強息法、行気法。
- 霊動法　霊動自発法、霊動他発法、霊動療法。
- 観念法　観念自動法、観念硬柔法、観念脈搏法、観念感覚法。
- 気合法　整腹気合法、打込気合法、槍突気合法、咏応気合法。
- 観想法　精神集注法、鎮魂法。
- 伝想法　伝想法、動物伝想法、読心法。
- 催眠法　自己催眠法、遠距離催眠法、動物催眠法。
- 治療法　自己治療法、他人治療法、遠隔療法。
- その他　帰神交霊法などについても執筆している。

## 著書
- 松本道別『東京名物志 改定増補』公益社、1901年9月。
- 松本道別・著、大町桂月・閲 『口譯水滸傳』（絶版）、百舌鳥社、1912年。
- 松本道別 『人体ラヂウム療法講義』（絶版）、人体ラヂウム学会本部、1921年。（近代デジタルライブラリー所収 第1冊）
- 松本道別 『霊学講座』（復刻版、原著1928年） 八幡書店、1990年。
- 松本道別 『延年益寿秘教』（復刻版、原著1932年） 八幡書店、2004年。